# High-low split
High-low split, contratto talvolta in Hi-Lo, è una variante dei giochi del poker.
Si differenzia nelle forme con qualificatore o senza qualificatore.
Nei giochi senza qualificatore il piatto viene diviso in due ed assegnato metà alla high hand, secondo l'ordine normale dei punti del poker. L'altra metà viene assegnata alla mano low cioè al punto minore. In caso la mano low venga decisa secondo la regola dell'Ace-to-five (lett. dall'asso al cinque) per valutare la low hand scale e colori vengono ignorati.
Nei giochi con qualificatore affinché il piatto venga diviso almeno una mano deve qualificarsi, ovverosia essere composta da cinque carte spaiate, la maggiore delle quali in rango deve essere al più pari al qualificatore. Nei giochi più diffusi, ovvero gli eight-or-better il qualificatore è l'8; una mano low deve essere composta da cinque carte pari o inferiori all'8.
Questo tipo di gioco è diffuso soprattutto nei giochi Omaha e 7 card stud.